# Centre commercial T1
Le centre commercial T1 (en estonien : T1 kaubanduskeskus, en anglais : T1 Mall of Tallinn) est un centre commercial et de divertissement situé à Tallinn en Estonie.

## Présentation
Le centre commercial T1 a ouvert en novembre 2018 à Ülemiste. 
Sur le toit du bâtiment se trouve la grande roue T1 culminant à 120 mètres d’altitude.
Le centre-ville de Tallinn se trouve à 4 km du centre commercial et l'aéroport de Tallinn est à  1 km. 
À un angle se trouve le futur terminal principal de Rail Baltica.
Le centre de quatre étages a une superficie d'environ 80 000 m2, dont 55 000 m2 d'espaces commerciaux. 
Il abrite plus de 200 commerces et points de service, 15 000 m2 d'espace de divertissement, comprenant 6 500 m2 d'espace de divertissement familial, de 3 000 m2 de cinémas et 5 500 m2 destinés à la restauration.
Sous la roue, au 4e étage du centre commercial, un centre de divertissement sur 6 500 m2 propose des activités scientifiques, musicales et toutes sortes d'escalades, de sauts et de jeux pour les enfants. 
Le centre commercial met l'accent sur le nombre de nouvelles enseignes qui sont arrivées en Estonie avec l'ouverture du centre : on compte le grand magasin de parfums et cosmétiques Douglas, les magasins de vêtements Piazza Italia, Dixie, Intimissimi, Calzedonia, Brums et Yamamay, la nouvelle chaîne de magasins Verenni du fabricant de vêtements estonien Baltika, la marque d'accessoires Mandarina Duck, les chaînes d'articles pour la maison Miniso, Debenhams,.

## Histoire
Le centre a été créé par AS Pro Kapital Grupp (et), le volume d'investissement était de 70 millions d'euros.
La construction a commencé en 2015, le bâtiment a été construit par AS Merko Eesti Ehitus.
AS Tallinna Moekombinaat, le propriétaire du centre commercial, a rapidement connu des difficultés financières et, en 2020, l'entreprise a été restructurée. 
Le 2 juin 2021, l'AS Tallinna Moekombinaat a fait faillite sur décision du tribunal de comté de Harju et l'AS Pro Kapital Grupp a perdu le contrôle de la filiale. 
Le 28 juin 2021, le syndic de faillite a mis aux enchères le centre commercial T1 avec un prix de départ de 85 millions d'euros.
Il y a également eu une tentative de vente du centre à un prix initial de 65 millions, mais un acheteur a finalement été trouvé à la troisième tentative et à un prix initial de 55 millions.

## Accès
Le centre commercial est desservi l’arrêt Ülemiste jaa de la ligne 4 du tramway de Tallinn.
Le centre commercial est en bordure des routes Peterburi tee et Tartu mnt.
Le centre offre 1 500 places de stationnement.

## Galerie

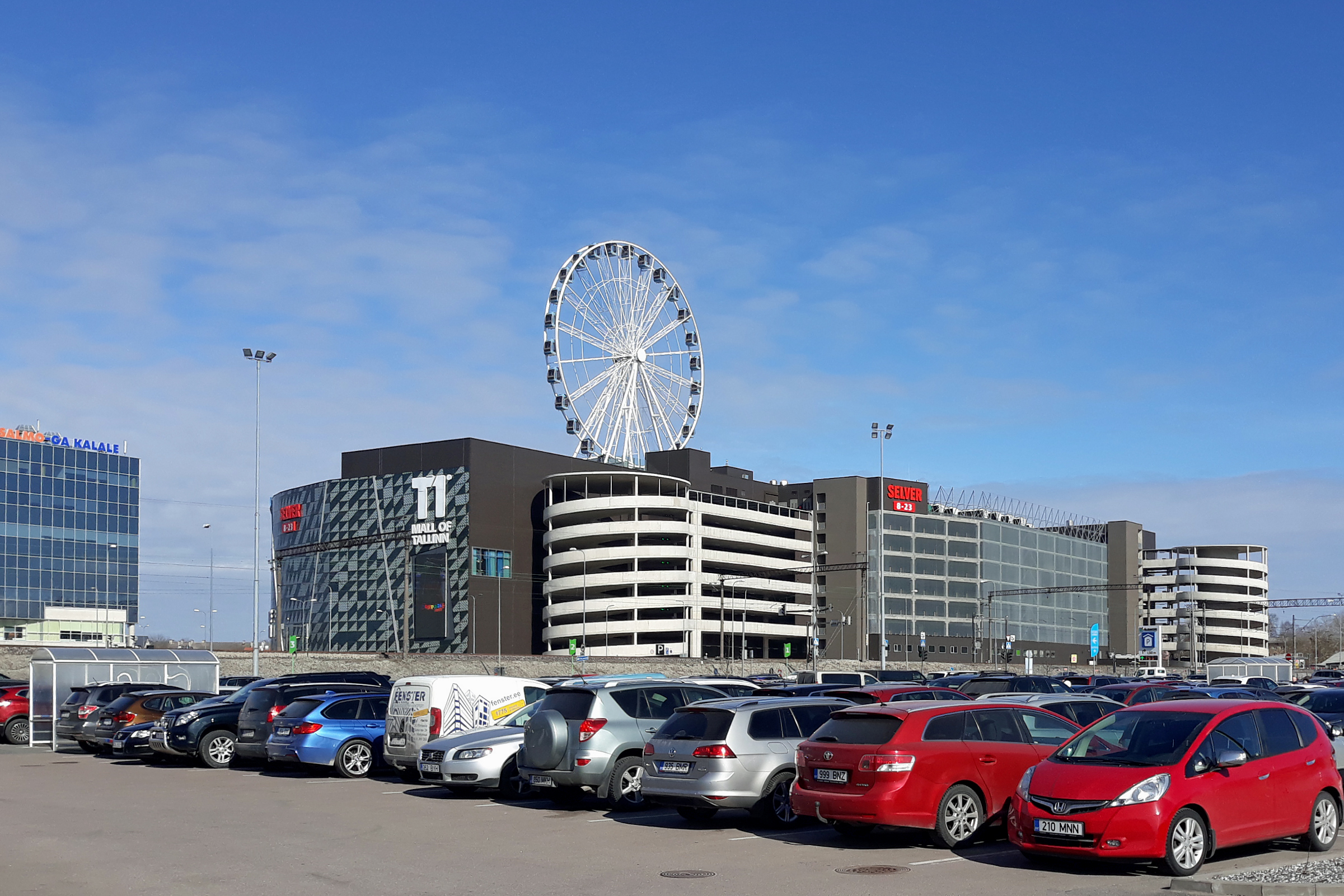
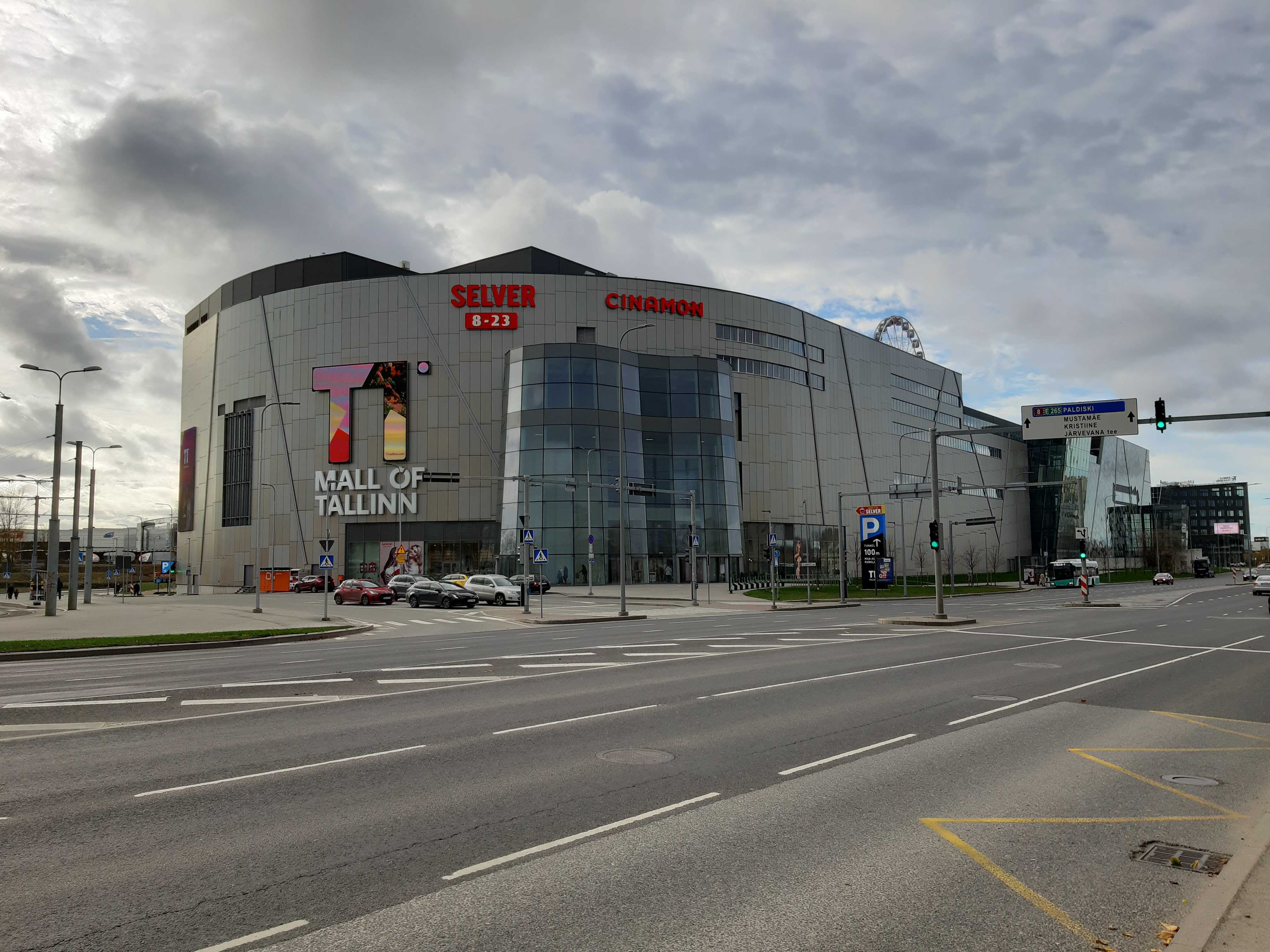